# 333120 Blum
333120 Blum è un asteroide della fascia principale. Scoperto nel 2007, presenta un'orbita caratterizzata da un semiasse maggiore pari a 2,386996 UA e da un'eccentricità di 0,150225, inclinata di 1,636106° rispetto all'eclittica.